# Claosaurus
Claosaurus (gr. „gebrochene Echse“) ist eine Gattung der Hadrosaurier (Hadrosauridae) aus dem Campanium (Oberkreide) der USA. Es ist lediglich die Typusart C. agilis wissenschaftlich beschrieben.

## Beschreibung
Claosaurus war ein verhältnismäßig kleiner Hadrosaurier mit einer Körperlänge von etwa 3,7 Metern. Der Körper war schlank, die Beine lang. Die Zehen und die Zähne unterscheiden sich kaum von ursprünglichen Hadrosauriern wie Telmatosaurus, Gilmoreosaurus und den Iguanodontia.
Die Fossilfunde von Claosaurus beschränken sich bislang auf ein einzelnes zusammenhängendes Skelett mit dazugehörigen einzelnen Schädelknochen die im Niobrara-Kalk aus dem Campanium (Oberkreide) in Kansas (USA), nahe dem Smoky Hill River, gefunden wurden.

## Paläobiologie
Über die Lebensweise von Claosaurus liegen keine Angaben vor. Anders als die meisten anderen Hadrosaurier wurde das Skelett von Claosaurus in marinen Ablagerungen gefunden, es ist entsprechend anzunehmen, dass er in Meeresnähe lebte. Neben Claosaurus wurden im Niobrara-Kalk Fossilien der zu den Ankylosauriern gehörenden Gattungen Nodosaurus und Niobrarasaurus (beschrieben als Hierosaurus) gefunden.

## Systematik
Claosaurus wurde erstmals von Othniel Charles Marsh als Hadrosaurus agilis beschrieben und 1890 von ihm aufgrund neuer Fossilteile in die eigene Gattung Claosaurus überstellt. Er stellt wahrscheinlich einen frühen Hadrosaurier aus der Verwandtschaft von Gilmoreosaurus dar, eine genauere Zuordnung innerhalb der Gruppe liegt jedoch, ebenso wie bei anderen Gattungen (Tanius, Secernosaurus), aufgrund des spärlichen Materials aktuell nicht vor.
Innerhalb der Gattung wird nur die Typusart Claosaurus agilis als gültig betrachtet während die als C. affinis beschriebene Art ein nomen dubium von Edmontosaurus regalis und C. annectens als Synonym zu Edmontosaurus annectens betrachtet wird.

## Literatur

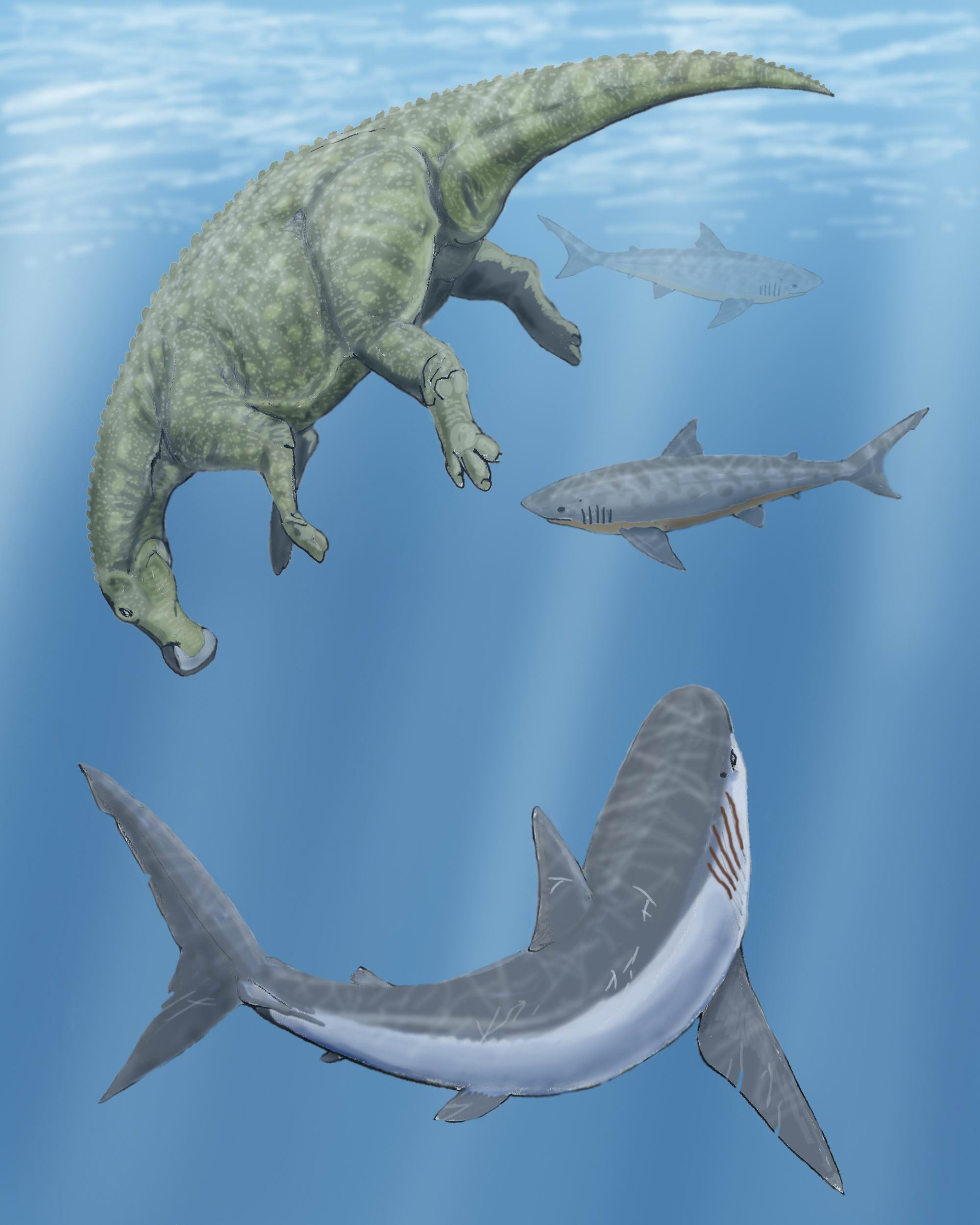
Künstlerische Rekonstruktion: Der Kadaver eines Claosaurus treibt im Western Interior Seaway im heutigen Kansas. Ein Cretoxyrhina und zwei Squalicorax umkreisen das Aas.